# Liste des maires de Saint-Pierre-des-Corps
Exception faite de la période 1940-1944 où les maires sont nommés par décret ministériel ou arrêté préfectoral, la commune de Saint-Pierre-des-Corps est administrée de 1920 à 2020 par un maire communiste, et n'a connu, entre la Libération et 2020, que trois maires différents.

## Liste des maires
| Période                                                           | Période           | Identité                                    | Étiquette | Qualité                                                                                                 |
| ----------------------------------------------------------------- | ----------------- | ------------------------------------------- | --------- | --- |
| 8 novembre 1792                                                   | 1795              | Sylvain Desmaret                            |           | |
| 11 juillet 1800                                                   | décembre 1807     | Denis Guérin                                |           | Propriétaire                                                                                            |
| 29 décembre 1807                                                  | 29 septembre 1810 | René Buré                                   |           | |
| 2 octobre 1810                                                    | décembre 1812     | Martin Audenet                              |           | Propriétaire                                                                                            |
| 14 décembre 1812                                                  | septembre 1830    | Martin Gaucher                              |           | Cultivateur                                                                                             |
| 6 septembre 1830                                                  | 1er août 1841     | Zénon Courtemanche                          |           | Propriétaire                                                                                            |
| 7 septembre 1841                                                  | mars 1848         | François Voguet                             |           | Cultivateur                                                                                             |
| 17 mars 1848                                                      | 25 mars 1848      | Louis Gripouilleau                          |           | |
| 25 mars 1848                                                      | août 1848         | Jean David                                  |           | Propriétaire                                                                                            |
| 3 septembre 1848                                                  | août 1865         | François Haguenier-Cantereau                |           | Maraîcher                                                                                               |
| 9 août 1865                                                       | novembre 1870     | Jean-François Ladevèze                      |           | Imprimeur                                                                                               |
| 13 novembre 1870                                                  | avril 1871        | René Buré dit « Buré-Chatrefou »            |           | Cultivateur                                                                                             |
| 7 mai 1871                                                        | octobre 1876      | Pierre Moreau-Mignot                        |           | |
| 8 octobre 1876                                                    | janvier 1881      | Jean-Baptiste Vaugondy                      |           | Cordonnier                                                                                              |
| 30 janvier 1881                                                   | 7 mars 1883       | Adrien Voguet                               |           | Propriétaire                                                                                            |
| 18 mars 1883                                                      | 11 avril 1883     | René Buré dit « Buré-Simier »               |           | |
| 22 avril 1883                                                     | 24 mai 1884       | Silvain Foureau                             |           | |
| 1er juin 1884                                                     | 27 juin 1885      | François Royer                              |           | Maraîcher                                                                                               |
| 5 juillet 1885                                                    | mai 1888          | Jean-Baptiste Vaugondy                      |           | Cordonnier                                                                                              |
| 20 mai 1888                                                       | mai 1900          | François Royer                              |           | Maraîcher                                                                                               |
| 20 mai 1900                                                       | 5 avril 1901      | René Dalbin-Simier                          |           | |
| 17 avril 1901                                                     | 16 juillet 1902   | François Choisnard                          |           | |
| 20 septembre 1902                                                 | 14 août 1906      | Jean Gitton                                 |           | Propriétaire                                                                                            |
| 30 septembre 1906                                                 | 1919              | Médard (dit « François ») Girault           |           | Militaire retraité                                                                                      |
| 10 septembre 1919                                                 | 21 octobre 1939   | Robess Pierre (dit « Robespierre ») Hénault | SFIC      | Cheminot                                                                                                |
| 21 octobre 1939                                                   | 16 janvier 1940   | Gérard Millet                               |           | Propriétaire                                                                                            |
| 17 février 1940                                                   | 13 septembre 1940 | N. Lacambre                                 |           | |
| 14 octobre 1940                                                   | mars 1941         | Louis Champagne                             |           | |
| 5 mars 1941                                                       | 12 juin 1942      | Louis Champagne                             |           | |
| 15 juin 1942                                                      | 31 août 1943      | Jean Robin                                  |           | Médecin                                                                                                 |
| 1er septembre 1944                                                | 1971              | Jean Bonnin                                 | PCF       | Cheminot                                                                                                |
| 19 mai 1971                                                       | 1983              | Jacques Vigier                              | PCF       | Ouvrier métallurgiste                                                                                   |
| 17 mars 1983                                                      | 3 juillet 2020    | Marie-France Beaufils                       | PCF       | Institutrice Conseillère générale du canton de Saint-Pierre-des-Corps (1982-2001) Sénatrice (2001-2017) |
| 3 juillet 2020 - 06 septembre 2024 / 18 septembre 2024 - En cours | En cours          | Emmanuel François / Olivier Conte           | DVD       | Médecin généraliste / Expert automobile                                                                 |

## Pour approfondir